# 赤瀬紗也香
赤瀬 紗也香（あかせ さやか、1994年8月25日 - ）は、日本の競泳選手。専門は背泳ぎ。ANAエアポートサービスアスナビ採用社員。

## 人物
1994年8月25日、神奈川県川崎市出身。川崎市立橘中学校、神奈川県立川崎北高等学校を経て、日本体育大学卒業。
日本オリンピック委員会（JOC）が行っているトップアスリートの就職支援ナビゲーション「アスナビ」を活用し、「ANAエアポートサービス株式会社」にアスナビ採用社員として入社（2017年4月1日付）。第２所属は、スポーツアカデミー新城。
中学校時代に第6回アジアエージグループ選手権大会（2009年、東京）に日本代表として出場経験があり、100mと200mの背泳ぎで優勝を飾っている。
また高等学校時代では2010年、高校1年次の全国高等学校総合体育大会女子100m・200m背泳ぎ二冠制覇、ジュニアパンパシフィック水泳大会でも女子100m・200m背泳ぎ二冠制覇を果たす。
2011年、第52回短水路日本選手権女子200m背泳ぎにて2位に入り短水路高校新記録をマーク、高校2年に進級して同年の全国高等学校総合体育大会女子200m背泳ぎでは大会新記録で2連覇を果たしている。同年の第66回国民体育大会（山口県）少年女子A200m背泳ぎで大会記録となる記録で優勝した。
2012年、前年の活躍を受けてロンドン・オリンピック出場が期待されたが、選考会となった2012年第88回日本選手権水泳競技大会では成績が振るわずオリンピック出場を逸した。この高校3年の夏休みの時に日本体育大学水泳部の練習参加を直訴したエピソードがある。
2013年、川崎北高3年の終盤に出場した第54回短水路日本選手権女子200m背泳ぎで短水路の女王：酒井志穂を抑えて優勝を飾った後、日本体育大学体育学部進学直後の第89回日本選手権女子200m背泳ぎで初優勝を飾り、同年のジャパンオープン200m背泳ぎでも優勝、この年は世界水泳選手権（スペイン・バルセロナ）日本代表にも選出された。また同年の第89回日本学生選手権水泳競技大会でも100m・200m女子背泳ぎ二冠に輝いた。
2014年、第55回短水路日本選手権では背泳ぎ50m・100m・200mの3種目を制覇、第90回日本選手権では100m・200mでそれぞれ2位に終わったが、6月のジャパンオープン200m背泳ぎで優勝して同年のパンパシフィック水泳選手権（オーストラリア・ゴールドコースト）及び2014年アジア競技大会（大韓民国・仁川広域市）日本代表に選出された。
アジア競技大会の直前に出場した第90回日本学生選手権では前年に引き続いて100m・200m背泳ぎを制覇して2年連続二冠を達成した。アジア競技大会では女子200m背泳ぎにて優勝し、シニアの主要国際大会で初の金メダル獲得を果たした。それまで赤瀬が金メダルを獲得していた主要国際大会はいずれも日本水泳連盟がジュニア層から代表を選ぶ大会であった。

## 主な戦績
(全て背泳ぎでの成績)
- 2007年 - 全国中学校水泳競技大会 100m　優勝
- 2008年 - 世界ジュニア 50m　6位　100m　6位
- 2009年 - 日本選手権 200m　7位
- 2009年 - 全国中学校水泳競技大会　100m　2位　200m　2位
- 2009年 - アジアエージグループ選手権大会 50m　3位  100m　優勝　200m　優勝
- 2009年 - アジア水泳選手権  50m　4位  200m　2位
- 2010年 - 日本選手権 100m　8位　200m　4位
- 2010年 - インターハイ 100m　優勝　200m　優勝
- 2010年 - パンパシフィックジュニア選手権　100m　優勝　200m　優勝
- 2011年 - 短水路選手権　100m　2位　200m　2位
- 2011年 - 競泳国際大会代表選手選考会　50m　8位　100m　6位　200m　4位
- 2011年 - ジャパンオープン　50m　8位　100m　6位　200m　2位
- 2011年 - インターハイ　100m　2位　200m　優勝
- 2012年 - 短水路選手権　100m　2位　200m　優勝
- 2013年 - 短水路選手権　50m　2位　100m　2位　200m　優勝
- 2013年 - 日本選手権　100m　3位　200m　優勝
- 2013年 - ジャパンオープン　100m　2位　200m　優勝
- 2013年 - 学生選手権　100m　優勝　200m　優勝
- 2014年 - 五カ国対抗戦　100m　2位　200m　2位
- 2014年 - 短水路選手権　50m　優勝　100m　優勝　200m　優勝
- 2014年 - 日本選手権　100m　2位　200m　2位
- 2014年 - ジャパンオープン　100m　2位　200m　優勝
- 2014年 - パンパシフィック水泳選手権　100m　4位　200m　7位
- 2014年 - 学生選手権　100m　優勝　200m　優勝
- 2014年 - アジア大会　200m　優勝